# NGC 6548
NGC 6548 is een lensvormig sterrenstelsel in het sterrenbeeld Hercules. Het hemelobject werd op 20 september 1786 ontdekt door de Duits-Britse astronoom William Herschel.

## Synoniemen
- UGC 11115
- MCG 3-46-13
- ZWG 113.20
- KCPG 529B
- PGC 61404